# Ingmar Bengtsson
Lars Ingmar Olof Bengtsson (ur. 2 marca 1920 w Sztokholmie, zm. 3 grudnia 1989 tamże) – szwedzki muzykolog.

## Życiorys
W latach 1937–1940 uczył się gry na fortepianie w wyższej szkole muzycznej w Sztokholmie, następnie uczył się prywatnie u Gottfrida Boona. Od 1937 do 1941 roku studiował historię sztuki i psychologię na Uniwersytecie Sztokholmskim, odbył także studia muzykologiczne u Carla-Allana Moberga w Uppsali oraz Jacquesa Handschina w Bazylei. W 1955 roku uzyskał na Uniwersytecie w Uppsali tytuł doktora na podstawie dysertacji J.H. Roman och hans instrumentalmusik: käll- och stilkritiska studier. Występował jako pianista i klawesynista.
Od 1947 do 1985 roku wykładał na Uniwersytecie w Uppsali, od 1961 roku na stanowisku profesora. W latach 1961–1985 był prezesem Szwedzkiego Towarzystwa Muzykologicznego, od 1962 do 1971 roku był też redaktorem naczelnym jego czasopisma, Svensk tidskrift för musikforksning. Od 1950 roku członek Królewskiej Akademii Muzycznej. W latach 1943–1959 pisał krytyki muzyczne do gazety Svenska Dagbladet. W swojej pracy naukowej koncentrował się na muzyce krajów skandynawskich.

## Ważniejsze prace
(na podstawie materiałów źródłowych)
- Bach och hans tid (Sztokholm 1946)
- Från visa till symfoni (Sztokholm 1947)
- Handstilar och notpikturer i Kungl. Musikaliska Akademiens Roman-samling (Uppsala 1955)
- Modern nordisk musik: Fjorton tonsättare om egna verk (Sztokholm 1957)
- Musikvetenskap: En oversikt (Sztokholm 1973)
- Mr. Roman’s Spuriosity Shop: A Thematic Catalogue of 503 Works (1213 Incipits and Other Excerpts) from ca. 1680–1750 by More Than Sixty Composers (Sztokholm 1976)
- Beräkning av intervall, stämmingar, tempereringar m. m. med hjälp av räknedosa: Ett kompendium (Uppsala 1978)
- Musik-videnskab – nu og i fremtingen (Kopenhaga 1978)
- Franz Berwald: Die Dokumente seines Lebens (Kassel 1979)
- Något om det heroiska i 1800-taets dikt och ton (Lund 1984)